# Земський мир
Земський мир (нім. Landfriede; лат. constitutio pacis, pax instituta) — законодавча заборона використання воєнної сили для вирішення конфліктів у Священної Римської імперії. Постанови імператорів про земський мир слугували способом забезпечення громадського порядку та недопущення приватних війн на території імперії. Винні у порушенні земського миру підлягали імперській опалі й конфіскації володінь. У 1495 році рейхстагом Священної Римської імперії було введено «Довічний земський мир» (нім. Ewiger Landfrieden) як базовий принцип співіснування імперських станів в рамках єдиної імперської конструкції. Попри те, що цілком викорінити практику застосування воєнної сили для розв’язання конфліктів не вдалось, система земського миру відігравала важливу роль у підтримці ефективності функціонування імперських інституцій й у забезпеченні єдності імперії, а також в умиротворенні Німеччини в епоху Середньовіччя і Нового часу.

## Еволюція системи земського миру
Виникнення інституції земського миру пов'язано з клюнійським рухом XI століття, ідеї якого про встановлення «Божого миру» на землі було сприйнято імператором Генріхом III й відображено у прийнятті під імперський захист священнослужителів, пілігримів, торгівців, жінок та селян. Перший земський мир на всій території Священної Римської імперії було проголошено у Майнці 1103 року і вводив покарання втратою ока чи руки за напад на житло, підпал, заподіяння тілесних пошкоджень чи вбивство. Аналогічні постанови видавались Фрідріхом I Барбароссою у 1152 році та Фрідріхом II у 1235 році. Вони мали на меті припинити військові конфлікти між князями, лицарями та містами й замінити силові методи вирішення суперечок судовими. Окрім того земський мир захищав осіб, що не мають права носити зброю (жінки, селяни, євреї), а також священні місця (церкви, монастирі, місця паломництва). Порушники земського миру підлягали суворим покаранням, аж до конфіскації всієї власності і страти. Однак інституція земського миру продовжувала зберігати тимчасовий характер, оскільки право на застосування зброї для охорони своїх інтересів і власності глибоко укоренилось у феодальному суспільстві.
Послаблення центральної влади у Німеччині починаючи з XIII століття не дозволяло імператорам забезпечити ефективну реалізацію постанов про земський мир. У XIV — першій половині XV століть всі спроби імператорів заборонити приватні війни (постанови Рудольфа I у 1287 році, Альбрехта I у 1303 році, Людвіга IV у 1323 році, Карла IV у 1371 році, Вацлава IV у 1389 році, Сигізмунда у 1429 році) не мали успіху. На захист земського миру й торгових шляхів власні союзи утворювали наприкінці XIV — початку XV століть вільні міста, однак вони зазнали поразки від імперських князів й були розпущені.
Перелом відбувся у другій половині XV століття, коли ініціатива в імперській реформі перейшла до станів. Земський мир Фрідріха III 1467 року заборонив ведення приватних війн на термін у п’ять років, а у 1471 та 1486 роках цю заборону було відновлено, причому порушення земського миру стало прирівнюватись до злочину проти особи імператора.

## Довічний земський мир
Еволюція інституції земського миру завершилась у 1495 році, коли Вормський рейхстаг в рамках Імперської реформи затвердив «Довічний земський мир» як основний закон Священної Римської імперії. Це рішення було підтверджено в Аугсбурзькому релігійному мирі 1555 року й Вестфальській мирній угоді 1648 року. У державно-правовому сенсі «довічний земський мир» означав затвердження верховенства держави у сфері регулювання громадських відносин і перехід від «кулачного права» до сучасної судової системи вирішення суперечок. Вормським рейхстагом 1495 року було створено й інституційні канали врегулювання суперечок всередині імперії: започатковано Імперський камеральний суд, що відігравав роль останньої інстанції в судовій системі імперії, створено імперські округи, відповідальні за підтримання громадського порядку на регіональному рівні. Застосування силових методів розв'язання конфліктів було заборонено на всій території Священної Римської імперії. Хоча остаточно ліквідувати можливість військових сутичок між німецькими князівствами не вдалось, «довічний земський мир» упродовж XVI—XVIII століть відігравав роль базового принципу співіснування різних державних утворень у складі Священної Римської імперії. Більше того, сучасне німецьке право у сфері захисту прав й підтримки громадського порядку має витоки саме у системі земського миру «Старої імперії».